# 錫里島
錫里島(波斯語：‎，羅馬化：Sirri Island，Siri Island)，是伊朗的島嶼，位於波斯灣，由霍爾木茲甘省負責管轄，距離阿布穆薩島50公里，長5.6公里、寬3公里，面積17.3平方公里，最高點海拔高度33米。

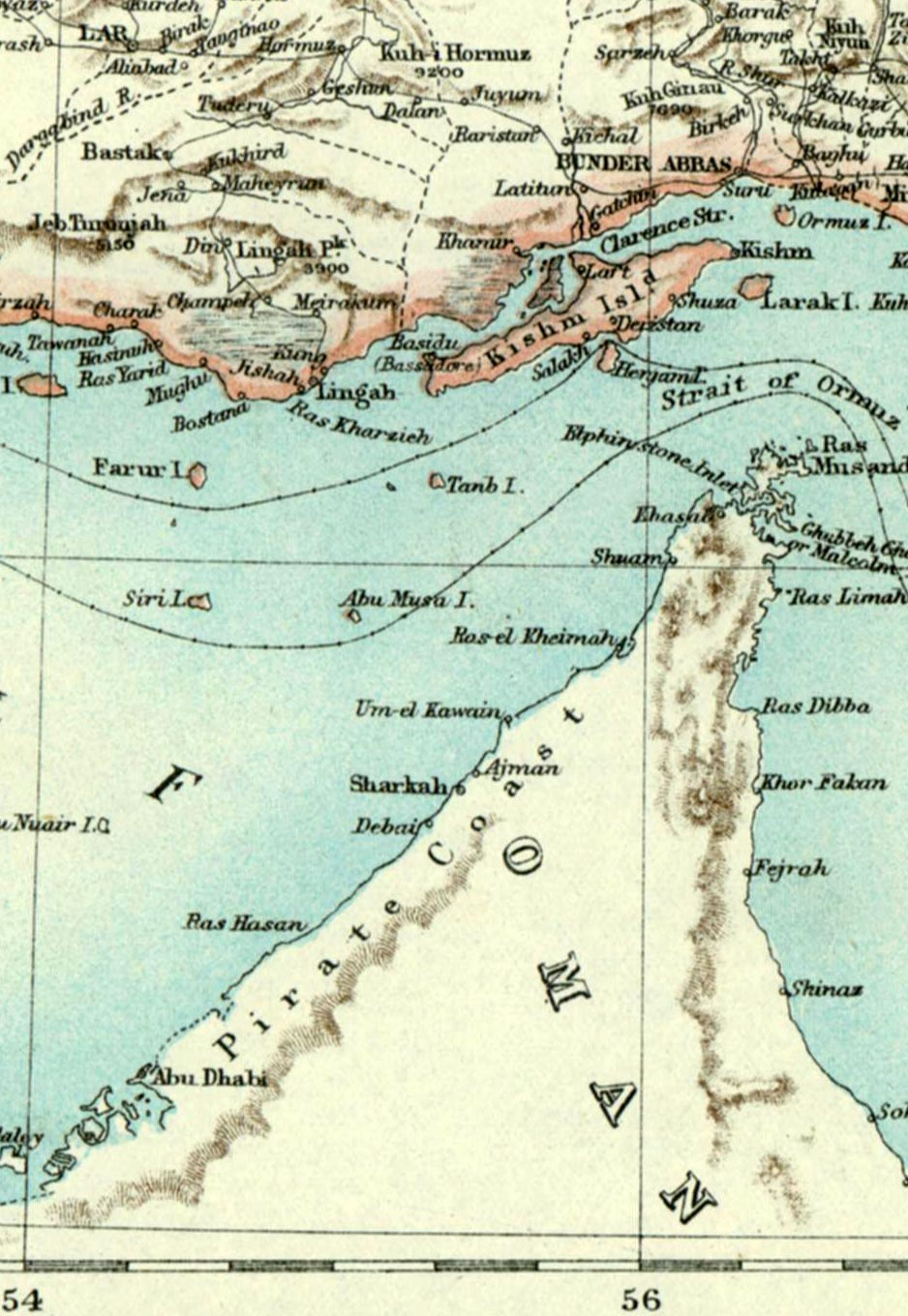
1891年的地图表示该岛属于伊朗

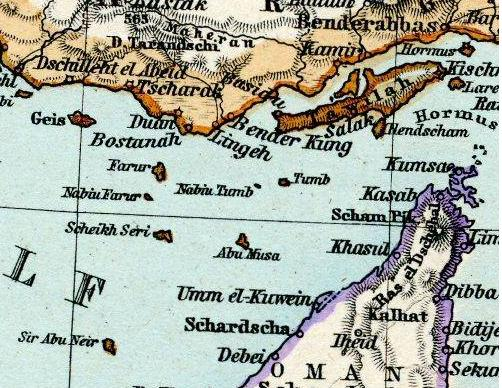
1891年的地图表示该岛属于伊朗

## 外部連結
- Gitashenasi Province Atlas of Iran)